# Taiyuna opita
Taiyuna opita är en mångfotingart som beskrevs av Chamberlin 1912. Taiyuna opita ingår i släktet Taiyuna och familjen storjordkrypare. Inga underarter finns listade i Catalogue of Life.